# قائمة تشريعات إتفاقيات التجارة الدولية (مصر)
قوانين وقرارات الإتفاقيات الدولية في مصر

## مناطق التجارة الحرة
| # | الاتفاقية                                                                                                 | التعديلات | الدول المنضمة بالإضافة إلى مصر | الحالة |
| - | --- | --------- | --- | ------ |
|   | اتفاقية التجارة الحرة العربية الكبرى (غافتا / جافتا)                                                      |           | البحرين، العراق، الأردن، الكويت، لبنان، ليبيا، المغرب، عمان، فلسطين، قطر، السعودية، السودان، سوريا، تونس، الإمارات، اليمن، الجزائر |        |
|   | اتفاقية التجارة الحرة بين مصر ورابطة التجارة الحرة الأوروبية (إفتا) قرار رئيس الجمهورية رقم 136 لسنة 2007 |           | آيسلندا، ليختنشتاين، النرويج، سويسرا                                                                                               |        |
|   | اتفاقية التجارة الحرة بين مصر وتركيا قرار رئيس الجمهورية رقم 114 لسنة 2006                                |           | تركيا |        |
|   | بروتوكول التجارة الحرة بين مصر والعراق قرار رئيس الجمهورية رقم 127 لسنة 2001                              |           | العراق |        |
|   | اتفاقية أغادير للتجارة الحرة                                                                              |           | |        |
|   | اتفاقية التجارة الحرة بين مصر والسوق المشتركة الجنوبية (ميركوسور)                                         |           | |        |
|   | اتفاقية التجارة الحرة القارية الإفريقية الـ AFCFTA                                                        |           | |        |

## التبادل التجاري
| # | الاتفاقية | التعديلات | الدول المنضمة بالإضافة إلى مصر | الحالة |
| - | --- | --- | ------------------------------ | ------ |
|   | اتفاقية منطقة التبادل الحر بين الدول العربية المتوسطية قرار رئيس الجمهورية رقم 174 لسنة 2004 | | مصر، الأردن، المغرب            |        |
|   | اتفاقية التبادل التجاري بين مصر والأردن - قرار رئيس الجمهورية رقم 184 لسنة 1999 - قرار رئيس الجمهورية رقم 2213 لسنة 1967                                                                                                   | - قرار رئيس الجمهورية رقم 294 لسنة 1988 - قرار رئيس الجمهورية رقم 183 لسنة 1986 - قرار رئيس الجمهورية رقم 85 لسنة 1985 - قرار رئيس الجمهورية رقم 102 لسنة 1984 - قرار رئيس الجمهورية رقم 190 لسنة 1977 - قرار رئيس الجمهورية رقم 21 لسنة 1971 | الأردن                         |        |
|   | برنامج التبادل التجاري بين مصر ولبنان قرار رئيس الجمهورية رقم 12 لسنة 1999 | | لبنان                          |        |
|   | اتفاقية التبادل التجاري بين مصر وتونس قرار رئيس الجمهورية رقم 11 لسنة 1999 | | تونس                           |        |
|   | اتفاقية التبادل التجاري بين مصر والمغرب قرار رئيس الجمهورية رقم 418 لسنة 1998 | قرار رئيس الجمهورية رقم 179 لسنة 2001 | المغرب                         |        |
|   | اتفاقية التبادل التجاري بين دول جامعة العربية - قرار رئيس الجمهورية رقم 337 لسنة 1997 - قرار رئيس الجمهورية رقم 518 لسنة 1953                                                                                              | - قرار رئيس الجمهورية رقم 70 لسنة 1960 - قرار رئيس الجمهورية رقم 369 لسنة 1956 - قرار رئيس الجمهورية رقم 403 لسنة 1955 | الدول العربية                  |        |
|   | اتفاقية التبادل التجاري بين مصر ورومانيا قرار رئيس الجمهورية رقم 263 لسنة 1995 | | رومانيا                        |        |
|   | اتفاقية التبادل التجاري بين مصر والبحرين قرار رئيس الجمهورية رقم 60 لسنة 1994 | | البحرين                        |        |
|   | اتفاقية التبادل التجاري بين مصر وقطر قرار رئيس الجمهورية رقم 183 لسنة 1990 | | قطر                            |        |
|   | اتفاقية التبادل التجاري بين مصر والإمارات قرار رئيس الجمهورية رقم 517 لسنة 1988 | | الإمارات                       |        |
|   | اتفاقية التبادل التجاري بين مصر واتحاد الجمهوريات السوفيتية - قرار رئيس الجمهورية رقم 51 لسنة 1984 - قرار رئيس الجمهورية رقم 486 لسنة 1983 - قرار رئيس الجمهورية رقم 764 لسنة 1972 - قرار رئيس الجمهورية رقم 500 لسنة 1965 | | اتحاد الجمهوريات السوفيتية     |        |
|   | اتفاقية التبادل التجاري بين مصر وكوريا قرار رئيس الجمهورية رقم 528 لسنة 1980 | | كوريا                          |        |
|   | بروتوكول تبادل السلع بين مصر وبنجلاديش قرار رئيس الجمهورية رقم 441 لسنة 1976 | | بنجلاديش                       |        |
|   | اتفاق التجارة بين مصر واليونان قرار رئيس الجمهورية رقم 438 لسنة 1976 | | اليونان                        |        |
|   | اتفاقية التبادل التجاري بين مصر والسنغال قرار رئيس الجمهورية رقم 437 لسنة 1976 | | السنغال                        |        |
|   | بروتوكول التبادل التجاري بين مصر وألمانيا قرار رئيس الجمهورية رقم 993 لسنة 1972 | | ألمانيا                        |        |
|   | بروتوكول التبادل التجاري بين مصر وألبانيا - قرار رئيس الجمهورية رقم 1445 لسنة 1972 - قرار رئيس الجمهورية رقم 1815 لسنة 1971                                                                                                | | ألبانيا                        |        |
|   | اتفاقية التبادل التجاري بين مصر وسوريا - قرار رئيس الجمهورية رقم 2965 لسنة 1971 - قرار رئيس الجمهورية رقم 1528 لسنة 1969                                                                                                   | - قرار رئيس الجمهورية رقم 35 لسنة 1991 - قرار رئيس الجمهورية رقم 1654 لسنة 1974 - قرار رئيس الجمهورية رقم 924 لسنة 1972 | سوريا                          |        |
|   | الاتفاق التجاري بين مصر وكوبا | قرار رئيس الجمهورية رقم 1693 لسنة 1971 | كوبا                           |        |

## الجمارك
| # | الاتفاقية | التعديلات | الدول المنضمة بالإضافة إلى مصر | الحالة |
| - | --- | --- | ------------------------------ | ------ |
|   | الاتفاقية التجارية والجمركية بين مصر وليبيا - قرار رئيس الجمهورية رقم 321 لسنة 2003 - قرار رئيس الجمهورية رقم 529 لسنة 1990                           | | ليبيا                          |        |
|   | اتفاقية التجارة والتفضيلات الجمركية بين مصر والمغرب - قرار رئيس الجمهورية رقم 459 لسنة 1989 - قرار رئيس الجمهورية رقم 126 لسنة 1976                   | | المغرب                         |        |
|   | الاتفاقية الجمركية بشأن دفاتر العينات التجارية قرار رئيس الجمهورية رقم 1259 لسنة 1963                                                                 | |                                |        |
|   | الاتفاقية الجمركية بشأن التسهيلات الممنوحة لاستيراد سلع مخصصة للعرض أو الاستعمال في المعارض والأسواق والمؤتمرات قرار رئيس الجمهورية رقم 120 لسنة 1963 | |                                |        |
|   | الاتفاقية العامة للتعريفات الجمركية والتجارة (الجات)                                                                                                  | - قرار رئيس الجمهورية رقم 181 لسنة 1983 بالموافقة على الاتفاقية الخاصة بتنفيذ المادة السادسة من الإتفاقية العامة للتعريفات والتجارة الخاصة بمكافحة الإغراق في نطاق منظمة الجات - قرار رئيس الجمهورية رقم 182 لسنة 1983 بالموافقة على الاتفاقية الخاصة باللحوم البقرية في نطاق منظمة الجات - قرار رئيس الجمهورية رقم 183 لسنة 1983 بالموافقة على اتفاق بشأن اجراءات منح تراخيص الاستيراد في نطاق منظمة الجات - قرار رئيس الجمهورية رقم 116 لسنة 1973 بالموافقة على بروتوكول تبادل التفضيلات الجمركية بين الدول النامية في إطار اتفاقية الجات |                                |        |

## الاستثمار
| # | الاتفاقية | التعديلات | الدول المنضمة بالإضافة إلى مصر | الحالة |
| - | --- | --------- | ------------------------------ | ------ |
|   | اتفاقية تشجيع وحماية الاستثمارات المتبادلة بين مصر والسعودية قرار رئيس الجمهورية رقم 607 لسنة 2024              |           | السعودية                       |        |
|   | معاهدة تبادل تشجيع وحماية الإستثمارات بين مصر والولايات المتحدة الامريكية قرار رئيس الجمهورية رقم 220 لسنة 1986 |           | الولايات المتحدة الامريكية     |        |

## المناطق الاقتصادية
| # | الاتفاقية                                                                                       | التعديلات | الدول المنضمة بالإضافة إلى مصر | الحالة |
| - | ----------------------------------------------------------------------------------------------- | --------- | ------------------------------ | ------ |
|   | اتفاقية تعيين المنطقة الاقتصادية الخالصة بين مصر واليونان قرار رئيس الجمهورية رقم 444 لسنة 2020 |           | اليونان                        |        |
|   | اتفاق تحديد المنطقة الاقتصادية الخاصة بين مصر وقبرص قرار رئيس الجمهورية رقم 115 لسنة 2003       |           | قبرص                           |        |

## اتفاقيات أخرى
| # | الاتفاقية                                                               | التعديلات | الدول المنضمة بالإضافة إلى مصر | الحالة |
| - | ----------------------------------------------------------------------- | --------- | ------------------------------ | ------ |
|   | السوق المشتركة لشرق وجنوب أفريقيا (كوميسا)                              |           |                                |        |
|   | اتفاقية الشراكة بين مصر والاتحاد الأوروبي                               |           | الاتحاد الأوروبي               |        |
|   | المناطق الصناعية المؤهلة (كويز)                                         |           |                                |        |
|   | انضمام مصر لمنظمة التجارة العالمية قرار رئيس الجمهورية رقم 72 لسنة 1995 |           |                                |        |

## اتفاقيات النقل

### اتفاقيات بحرية
| م | التشريع المنظم | تشريعات التعديلات                     | قرارات اللائحة التنفيذية للتشريع المنظم | الحالة | ملاحظات |
| - | --- | ------------------------------------- | --------------------------------------- | ------ | ------- |
|   | اتفاقية إنشاء المنظمة الدولية للمساعدات الملاحية البحرية قرار رئيس الجمهورية رقم 143 لسنة 2023                           |                                       |                                         |        |         |
|   | اتفاقية تعاون نقل بحري بين مصر وتونس قرار رئيس الجمهورية رقم 11 لسنة 2019                                                |                                       |                                         |        |         |
|   | اتفاقية تعيين الحدود البحرية بين مصر والسعودية قرار رئيس الجمهورية رقم 607 لسنة 2016                                     |                                       |                                         |        |         |
|   | الإتفاقية الدولية لضبط النظم السفينية المقاومة لإلتصاق الشوائب وذات الآثار المؤذية قرار رئيس الجمهورية رقم 279 لسنة 2014 |                                       |                                         |        |         |
|   | اتفاقية لجنة رقابة دول موانئ البحر المتوسط قرار رئيس الجمهورية رقم 260 لسنة 2012                                         |                                       |                                         |        |         |
|   | الاتفاقية الدولية بشأن المسئولية المدنية عن أضرار التلوث بوقود السفن الزيتي قرار رئيس الجمهورية رقم 32 لسنة 2009         |                                       |                                         |        |         |
|   | اتفاقية تعاون ملاحي بين مصر وقبرص قرار رئيس الجمهورية رقم 105 لسنة 2007                                                  |                                       |                                         |        |         |
|   | اتفاقية إنشاء مركز المساعدات المتبادلة للطوارىء البحرية قرار رئيس الجمهورية رقم 20 لسنة 2004                             |                                       |                                         |        |         |
|   | اتفاقية إعادة البحارة إلى أوطانهم قرار رئيس الجمهورية رقم 6 لسنة 2004                                                    |                                       |                                         |        |         |
|   | اتفاقية النقل البحري بين مصر وكرواتيا قرار رئيس الجمهورية رقم 128 لسنة 2003                                              |                                       |                                         |        |         |
|   | اتفاقية النقل البحري بين مصر والسودان قرار رئيس الجمهورية رقم 66 لسنة 2003                                               |                                       |                                         |        |         |
|   | اتفاقية النقل البحري بين مصر واليمن قرار رئيس الجمهورية رقم 221 لسنة 1999                                                |                                       |                                         |        |         |
|   | اتفاقية العلاقات الملاحية المشتركة بين مصر وألمانيا قرار رئيس الجمهورية رقم 79 لسنة 1999                                 |                                       |                                         |        |         |
|   | اتفاقية تعاون نقل بحري بين مصر وروسيا قرار رئيس الجمهورية رقم 63 لسنة 1998                                               |                                       |                                         |        |         |
|   | اتفاقية النقل البري الدولي عبر الطرقات وعبور الركاب والبضائع بين مصر والجزائر قرار رئيس الجمهورية 326 لسنة 1996          |                                       |                                         |        |         |
|   | اتفاقية النقل البحري بين مصر والجزائر قرار رئيس الجمهورية رقم 267 لسنة 1995                                              |                                       |                                         |        |         |
|   | بروتوكول تعديل الاتفاقية الدولية بشأن المسئولية المدنية عن أضرار التلوث الزيتي قرار رئيس الجمهورية رقم 31 لسنة 1995      |                                       |                                         |        |         |
|   | تعديلات الإتفاقية الدولية لإنشاء المنظمة البحرية الدولية قرار رئيس الجمهورية رقم 156 لسنة 1994                           |                                       |                                         |        |         |
|   | اتفاقية النقل البحري بين مصر وليبيا قرار رئيس الجمهورية رقم 3 لسنة 1993                                                  |                                       |                                         |        |         |
|   | تعديل الإتفاقية الملاحية التجارية بين مصر والمغرب قرار رئيس الجمهورية 166 لسنة 1991                                      |                                       |                                         |        |         |
|   | اتفاقية النقل البحري بين مصر وسوريا قرار رئيس الجمهورية رقم 12 لسنة 1991                                                 |                                       |                                         |        |         |
|   | اتفاقية النقل البحري بين مصر والسعودية قرار رئيس الجمهورية رقم 583 لسنة 1990                                             |                                       |                                         |        |         |
|   | اتفاقية النقل البحري بين مصر وتونس قرار رئيس الجمهورية رقم 152 لسنة 1990                                                 |                                       |                                         |        |         |
|   | بروتوكول متطلبات أماكن الإقامة بسفن الركاب التي تعمل في الرحلات الخاصة قرار رئيس الجمهورية رقم 166 لسنة 1987             |                                       |                                         |        |         |
|   | اتفاقية القواعد الدولية لمنع التصادم في البحر قرار رئيس الجمهورية رقم 357 لسنة 1986                                      |                                       |                                         |        |         |
|   | اتفاقية تسيير حركة المرور البحري الدولي قرار رئيس الجمهورية رقم 276 لسنة 1986                                            |                                       |                                         |        |         |
|   | اتفاقية تعاون ملاحي بين مصر والأردن والعراق قرار رئيس الجمهورية رقم 177 لسنة 1986                                        |                                       |                                         |        |         |
|   | بروتوكول المعاهدة الدولية لمنع التلوث من السفن قرار رئيس الجمهورية رقم 152 لسنة 1986                                     |                                       |                                         |        |         |
|   | البروتوكول الخاص بمعاهدة سلامة الأرواح في البحار قرار رئيس الجمهورية رقم 151 لسنة 1986                                   |                                       |                                         |        |         |
|   | الاتفاقية الملاحية بين مصر والأردن قرار رئيس الجمهورية رقم 228 لسنة 1985                                                 |                                       |                                         |        |         |
|   | بروتوكول ضمان حياد قناة بنما قرار رئيس الجمهورية رقم 449 لسنة 1980                                                       |                                       |                                         |        |         |
|   | اتفاقية الأمم المتحدة للنقل البحري للبضائع قرار رئيس الجمهورية رقم 104 لسنة 1979                                         |                                       |                                         |        |         |
|   | تعديل اتفاقية خطوط الشحن قرار رئيس الجمهورية رقم 480 لسنة 1977                                                           |                                       |                                         |        |         |
|   | اتفاقية النقل البحري بين مصر وإيطاليا قرار رئيس الجمهورية رقم 604 لسنة 1976                                              |                                       |                                         |        |         |
|   | اتفاقية تعاون نقل بحري بين مصر واليمن قرار رئيس الجمهورية رقم 408 لسنة 1975                                              |                                       |                                         |        |         |
|   | اتفاقية سفن الركاب في الرحلات الخاصة قرار رئيس الجمهورية رقم 972 لسنة 1975                                               |                                       |                                         |        |         |
|   | اتفاقية النقل البحري بين مصر ورومانيا قرار رئيس الجمهورية رقم 921 لسنة 1972                                              |                                       |                                         |        |         |
|   | اتفاقية النقل البحري بين مصر وألمانيا قرار رئيس الجمهورية رقم 2974 لسنة 1971                                             |                                       |                                         |        |         |
|   | الاتفاقية الملاحية بين مصر وبلغاريا قرار رئيس الجمهورية رقم 1531 لسنة 1969                                               |                                       |                                         |        |         |
|   | اتفاقية تحديد مسئولية أصحاب السفن البحرية قرار رئيس الجمهورية رقم 3751 لسنة 1964                                         |                                       |                                         |        |         |
|   | الاتفاقية الملاحية بين مصر والهند قرار رئيس الجمهورية رقم 2737 لسنة 1964                                                 |                                       |                                         |        |         |
|   | اتفاقية القواعد الدولية لمنع التصادم في البحار قرار رئيس الجمهورية رقم 2786 لسنة 1963                                    |                                       |                                         |        |         |
|   | اتفاقية تنظيم الملاحة بين مصر وألمانيا قرار رئيس الجمهورية رقم 131 لسنة 1958                                             |                                       |                                         |        |         |
|   | اتفاقية توحيد بعض القواعد الخاصة بحصانات السفن الحكومية قرار رئيس الجمهورية رقم 42 لسنة 1958                             | قرار رئيس الجمهورية رقم 497 لسنة 1960 |                                         |        |         |
|   | اتفاقية توحيد القواعد المتعلقة بالحجز التحفظي على السفن البحرية رقم 135 لسنة 1955                                        |                                       |                                         |        |         |
|   | الاتفاقية الدولية الخاصة بتوحيد بعض القواعد المتعلقة بالاختصاص المدني في مسائل التصادم البحري رقم 134 لسنة 1955          |                                       |                                         |        |         |
|   | القواعد الدولية لمنع التصادم في البحار رقم 1 لسنة 1955                                                                   |                                       |                                         |        |         |
|   | اتفاقية إنشاء هيئة دولية استشارية للملاحة البحرية رقم 460 لسنة 1953                                                      |                                       |                                         |        |         |
|   | المعاهدة الدولية لسلامة الأرواح في البحار رقم 459 لسنة 1953                                                              |                                       |                                         |        |         |
|   | الاتفاقية الخاصة بمؤهلات ربابنة السفن التجارية وضباطها ومهندسيها رقم 26 لسنة 1939                                        |                                       |                                         |        |         |

### اتفاقيات برية
| م | التشريع المنظم                                                                                                  | تشريعات التعديلات | قرارات اللائحة التنفيذية للتشريع المنظم | الحالة | ملاحظات |
| - | --- | ----------------- | --------------------------------------- | ------ | ------- |
|   | اتفاقية تعاون في مجال النقل الدولي للركاب والبضائع على الطرق بين مصر وقبرص قرار رئيس الجمهورية رقم 25 لسنة 2008 |                   |                                         |        |         |
|   | اتفاقية حرية التنقل والإقامة والعمل والتملك بين مصر والسودان قرار رئيس الجمهورية رقم 144 لسنة 2004              |                   |                                         |        |         |
|   | اتفاقية تنظيم عمليات النقل البري على الطرق بين مصر والسعودية قرار رئيس الجمهورية 43 لسنة 1991                   |                   |                                         |        |         |

### اتفاقيات جوية
| م | التشريع المنظم                                                                                 | تشريعات التعديلات                                                                                       | قرارات اللائحة التنفيذية للتشريع المنظم | الحالة | ملاحظات |
| - | ---------------------------------------------------------------------------------------------- | --- | --------------------------------------- | ------ | ------- |
|   | اتفاقية توحيد بعض قواعد النقل الجوي الدولي قرار رئيس الجمهورية رقم 276 لسنة 2004               | |                                         |        |         |
|   | اتفاقية النقل الجوي بين مصر والكاميرون قرار رئيس الجمهورية رقم 310 لسنة 2001                   | |                                         |        |         |
|   | اتفاقية النقل الجوي بين مصر وروسيا قرار رئيس الجمهورية رقم 364 لسنة 1995                       | |                                         |        |         |
|   | اتفاقية النقل الجوي بين مصر والبحرين قرار رئيس الجمهورية رقم 368 لسنة 1994                     | |                                         |        |         |
|   | اتفاقية النقل الجوي بين مصر وأوكرانيا قرار رئيس الجمهورية رقم 445 لسنة 1993                    | |                                         |        |         |
|   | اتفاقية النقل الجوي بين مصر وأوزبكستان قرار رئيس الجمهورية رقم 164 لسنة 1993                   | |                                         |        |         |
|   | اتفاقية النقل الجوي بين مصر وقطر قرار رئيس الجمهورية رقم 569 لسنة 1990                         | |                                         |        |         |
|   | اتفاقية النقل الجوي بين مصر والنمسا قرار رئيس الجمهورية رقم 567 لسنة 1990                      | |                                         |        |         |
|   | اتفاقية النقل الجوي بين مصر وتونس قرار رئيس الجمهورية رقم 180 لسنة 1990                        | |                                         |        |         |
|   | اتفاقية النقل الجوي بين مصر وتوجو قرار رئيس الجمهورية رقم 458 لسنة 1988                        | |                                         |        |         |
|   | اتفاقية النقل الجوي بين مصر وكوريا قرار رئيس الجمهورية رقم 131 لسنة 1988                       | |                                         |        |         |
|   | اتفاقية النقل الجوي بين مصر وجيبوتي قرار رئيس الجمهورية رقم 405 لسنة 1987                      | |                                         |        |         |
|   | اتفاقية النقل الجوي بين مصر والأردن قرار رئيس الجمهورية رقم 23 لسنة 1987                       | |                                         |        |         |
|   | اتفاقية النقل الجوي بين مصر وسنغافورة قرار رئيس الجمهورية رقم 176 لسنة 1986                    | |                                         |        |         |
|   | اتفاقية النقل الجوي بين مصر وزائير قرار رئيس الجمهورية رقم 499 لسنة 1982                       | |                                         |        |         |
|   | اتفاقية النقل الجوي بين مصر وإسرائيل قرار رئيس الجمهورية رقم 95 لسنة 1981                      | |                                         |        |         |
|   | اتفاقية النقل الجوي بين مصر وفنلندا قرار رئيس الجمهورية رقم 575 لسنة 1980                      | |                                         |        |         |
|   | اتفاقية النقل الجوي بين مصر وكوريا قرار رئيس الجمهورية رقم 141 لسنة 1978                       | |                                         |        |         |
|   | اتفاقية النقل الجوي بين مصر ورواندا قرار رئيس الجمهورية رقم 16 لسنة 1978                       | |                                         |        |         |
|   | اتفاقية النقل الجوي بين مصر والنمسا قرار رئيس الجمهورية رقم 2976 لسنة 1971                     | |                                         |        |         |
|   | اتفاقية النقل الجوي بين مصر وأفريقيا الوسطى قرار رئيس الجمهورية رقم 1312 لسنة 1970             | |                                         |        |         |
|   | اتفاقية النقل الجوي بين مصر وقبرص قرار رئيس الجمهورية رقم 1533 لسنة 1969                       | |                                         |        |         |
|   | اتفاقية النقل الجوي بين مصر والصين قرار رئيس الجمهورية رقم 3686 لسنة 1965                      | |                                         |        |         |
|   | اتفاقية النقل الجوي بين مصر واليمن قرار رئيس الجمهورية رقم 899 لسنة 1965                       | |                                         |        |         |
|   | اتفاقية النقل الجوي بين مصر والمغرب قرار رئيس الجمهورية رقم 322 لسنة 1965                      | |                                         |        |         |
|   | اتفاقية النقل الجوي بين مصر والولايات المتحدة الأمريكية قرار رئيس الجمهورية رقم 2736 لسنة 1964 | |                                         |        |         |
|   | اتفاقية النقل الجوي بين مصر وأفغانستان قرار رئيس الجمهورية رقم 853 لسنة 1960                   | |                                         |        |         |
|   | اتفاقية النقل الجوي بين مصر والسعودية قرار رئيس الجمهورية رقم 682 لسنة 1960                    | |                                         |        |         |
|   | اتفاقية النقل الجوي بين مصر وألمانيا قرار رئيس الجمهورية رقم 2291 لسنة 1959                    | |                                         |        |         |
|   | اتفاقية النقل الجوي بين مصر والاتحاد السوفيتي قرار رئيس الجمهورية رقم 626 لسنة 1958            | |                                         |        |         |
|   | اتفاقية النقل الجوي بين مصر ورومانيا قرار رئيس الجمهورية رقم 129 لسنة 1958                     | |                                         |        |         |
|   | اتفاقية فارسوفيا الدولية للطيران (اتفاقية وارسو) رقم 593 لسنة 1955                             | اتفاقية مكملة لاتفاقية وارسو لتوحيد بعض قواعد النقل الجوي الدولي قرار رئيس الجمهورية رقم 1962 لسنة 1962 |                                         |        |         |
|   | اتفاقية النقل الجوي بين مصر وباكستان قرار رئيس الجمهورية رقم 313 لسنة 1955                     | |                                         |        |         |
|   | اتفاقية النقل الجوي بين مصر والهند قرار رئيس الجمهورية رقم 226 لسنة 1952                       | |                                         |        |         |
|   | اتفاقية النقل الجوي بين مصر وإثيوبيا قرار رئيس الجمهورية رقم 70 لسنة 1952                      | |                                         |        |         |
|   | اتفاقية النقل الجوي بين مصر والأردن قرار رئيس الجمهورية رقم 57 لسنة 1952                       | |                                         |        |         |
|   | اتفاقية النقل الجوي بين مصر وسيلان قرار رئيس الجمهورية رقم 48 لسنة 1951                        | |                                         |        |         |
|   | اتفاقية النقل الجوي بين مصر وتركيا قرار رئيس الجمهورية رقم 46 لسنة 1951                        | |                                         |        |         |
|   | اتفاقية النقل الجوي بين مصر والسويد قرار رئيس الجمهورية رقم 45 لسنة 1951                       | |                                         |        |         |
|   | اتفاقية النقل الجوي بين مصر وبلجيكا قرار رئيس الجمهورية رقم 130 لسنة 1950                      | |                                         |        |         |
|   | اتفاقية النقل الجوي بين مصر وإيطاليا قرار رئيس الجمهورية رقم 129 لسنة 1950                     | |                                         |        |         |
|   | اتفاقية النقل الجوي بين مصر واليونان قرار رئيس الجمهورية رقم 128 لسنة 1950                     | |                                         |        |         |
|   | اتفاقية النقل الجوي بين مصر وهولندا قرار رئيس الجمهورية رقم 105 لسنة 1950                      | |                                         |        |         |
|   | اتفاقية النقل الجوي بين مصر والدانمارك قرار رئيس الجمهورية رقم 104 لسنة 1950                   | |                                         |        |         |
|   | اتفاقية النقل الجوي بين مصر والنرويج قرار رئيس الجمهورية رقم 103 لسنة 1950                     | |                                         |        |         |
|   | اتفاقية النقل الجوي بين مصر وسويسرا قرار رئيس الجمهورية رقم 188 لسنة 1950                      | |                                         |        |         |
|   | اتفاقية النقل الجوي بين مصر والولايات المتحدة الأمريكية قرار رئيس الجمهورية رقم 125 لسنة 1947  | |                                         |        |         |

## أنظر أيضاً
- قائمة تشريعات الاستثمار والمناطق الحرة (مصر)
- قائمة تشريعات المناطق الاقتصادية (مصر)
- قائمة تشريعات التعاقدات والمناقصات والمزايدات (مصر)
- قائمة تشريعات الطاقة والثروة المعدنية (مصر)
- قائمة تشريعات السياحة (مصر)
- قائمة تشريعات الصناعة (مصر)
- قائمة تشريعات الزراعة (مصر)
- قائمة تشريعات النقل (مصر)
- قائمة تشريعات التعمير (مصر)
- قائمة تشريعات الصحة (مصر)
- قائمة تشريعات الرياضة (مصر)
- قائمة تشريعات التنمية (مصر)
- قائمة تشريعات التجارة والشركات (مصر)
- قائمة تشريعات المواصفات والقياس (مصر)
- قائمة تشريعات الاستيراد والتصدير (مصر)
- قائمة تشريعات الرقابة والحماية والتحكيم (مصر)
- قائمة تشريعات الأسواق والأدوات المالية غير المصرفية (مصر)
- قائمة تشريعات المصارف والنقد (مصر)
- قائمة تشريعات الضرائب والجمارك والرسوم (مصر)
- قائمة تشريعات العمل (مصر)